# Xiphidiola quadrimaculata
Xiphidiola quadrimaculata är en insektsart som först beskrevs av Heinrich Hugo Karny 1911.  Xiphidiola quadrimaculata ingår i släktet Xiphidiola och familjen vårtbitare. Inga underarter finns listade i Catalogue of Life.